# 西法姆 (特拉華州)
西法姆（英語：West Farm）是位於美國特拉華州紐卡斯爾縣的一個非建制地區。該地的面積和人口皆未知。

## 地理
西法姆的座標為39°47′15″N 75°36′09″W / 39.78750°N 75.60250°W，而該地的平均海拔高度為88米（即289英尺）。